# Tarak Jallouz
Tarak Jallouz, né le 1er novembre 1993 à Hammamet, est un handballeur tunisien. Il évolue au poste d'ailier droit à l'Espérance sportive de Tunis.
Il est le frère du handballeur international Wael Jallouz.

## Palmarès
- Vainqueur de la Supercoupe d'Afrique 2016 (Maroc)
- Vainqueur de la Supercoupe d'Afrique 2014 (République du Congo)
- Médaille d'or à la coupe d'Afrique des vainqueurs de coupe 2014 (République du Congo)
- Vainqueur de la coupe de Tunisie : 2012, 2018
- Vainqueur du championnat de Tunisie masculin de handball : 2016, 2017